# Велика (област Бургас)
Вижте пояснителната страница за други значения на Велика.
Велѝка е село в Югоизточна България, община Царево, област Бургас.

## География
Село Велика се намира на около 44 km югоизточно от центъра на областния град Бургас и около 6 km запад-северозападно от общинския център Царево. Разположено е в североизточните разклонения на странджанския планински рид Босна, на около 3 km север-североизточно от неговия връх Голеш (433,8 m). Надморската височина в центъра на селото при храма „Свети Пророк Илия“ е около 62 m, нараства до около 80 m на юг и до около 95 m на северозапад, а на изток намалява до около 50 m.
Общински път води на североизток от селото на 3 – 4 km до връзка с второкласния републикански път II-99 и село Лозенец, а на запад покрай село Фазаново – до връзка с третокласния републикански път III-907 в село Визица.
Землището на село Велика граничи със землищата на: село Лозенец на север и североизток; град Царево на югоизток; село Изгрев на юг; село Кондолово на югозапад; село Фазаново на запад.
В землището на Велика е част (поземлен имот с кадастрален идентификатор 10361.35.112; по данни към 23 ноември 2022 г.) от язовир „Потурнашки“ източно от селото на вливащата се в Черно море река Потурнашка (части от който язовир има и в землищата на Царево и Лозенец).
Населението на село Велика, наброявало 348 души при преброяването към 1934 г. и 394 към 1946 г., намалява до 95 (по текущата демографска статистика за населението) към 2021 г.
При преброяването на населението към 1 февруари 2011 г., от обща численост 72 лица, за 64 лица е посочена принадлежност към „българска“ етническа група, за 6 – „не отговорили“, а за принадлежност към „турска“, „други“ и „не се самоопределят“ не са посочени данни.
Според Решение №94/2025 от Министерския Съвет на Република България, което надгражда предишно такова, издадено през 2023 г., село Фазаново се закрива като териториална единица и става квартал на с. Велика.

## История
Старото име на село Велика е Велибаш, а след това – Потурнак. Първоначално е било разположено в местността Църквището.
При потушаването на Илинденско-Преображенското въстание през 1903 г. 45 къщи във Велика са опожарени от турски аскер, а 55 са ограбени. Населението е прогонено.
В селото до Балканските войни живеят потурнаци (християни, приели мохамеданството) от Северна България, които след Междусъюзническата война в 1913 г. се изселват. На тяхно място идват 66 български семейства от село Велика в Източна Тракия. През септември 1937 г. Потурнак е преименувано на Велика.
През 1985 г. Велика има 125 жители.

## Население
Преброяване на населението през 2011 г.
Численост и дял на етническите групи според преброяването на населението през 2011 г.:
|                     | Численост | Дял (в %) |
| Общо                | 72        | 100,00    |
| Българи             | 64        | 88,88     |
| Турци               |           |           |
| Цигани              | 0         | 0,00      |
| Други               |           |           |
| Не се самоопределят |           |           |
| Неотговорили        | 6         | 8,33      |

## Обществени институции
Изпълнителната власт в село Велика към 2024 г. се упражнява от кмет.
В селото има православна църква „Свети пророк Илия“, осветена през 1934 г.